# 李繁
李繁（?—?），京兆府（今陕西西安）人。唐朝政治人物。
李泌之子，“少聪警，有才名”，以荫袭封邺侯，贞元中入仕为太常博士，依附裴延龄，陷害陽城和陆贽。又骚扰尊师翰林学士梁肅的遗孀，因咏《冬柳》被貶為随州（今湖北）剌史。在随州時，建南岳书院，後改处州刺史。元和十二年（817年），重修栝蒼城牆與城門。
元和十五年（820年），韩愈在袁州（今江西宜春）任刺史，李繁請他为孔庙作《处州孔子庙碑》。寶歷二年（826年），入朝为大理少卿，弘文馆学士。再出为亳州刺史，州境有贼，李繁出兵加以诛除。時議以為李繁殺伐過甚，又事先不告知節度使，涉於擅興之罪。朝廷遣监察御史舒元舆調查，元舆與李繁有舊怨，又銳於生事，穷致其罪，太和三年（829年）十一月十日，以“滥杀不辜”下狱，赐死於京兆府。李繁恐先人功業泯滅，向獄吏求廢紙，臨死前於獄中撰《鄴侯家傳》。